# Life in Cartoon Motion
Life in Cartoon Motion (La Vida en Dibuixos Animats) és el primer àlbum del cantant Mika (Michael Holbrook Penniman). S'han venut un total de 5.649.125 còpies d'aquest disc arreu del món. Va ser gravat a Los Angeles i produït per Tommy Mottola i Greg Wells, els quals han treballat amb artistes com Elton John, Katy Perry o Pussycat Dolls. Aquest artista ha estat comparat diverses vegades amb el mític cantant Freddie Mercury qui ha donat veu al grup de Queen.

## Antecedents i llançament
Després de molts intents amb altres discogràfiques, que van rebutjar les seves cançons, finalment va firmar un contracte amb la discogràfica Casablanca Records que edita sota el segell d'Island Records UK. Aquest àlbum es va publicar per primera vegada el 5 de febrer del 2007 i va ser Disc d'Or a Espanya i cinc vegades a Anglaterra, tot i que, mig milió de persones ja escoltaven les cançons de l'àlbum per Internet. Perquè aquest disc aconseguís vendre gairebé 7 milions de còpies arreu del món, Internet va ser un recurs indispensable.
Life in Cartoon Motion va ser el disc més venut de França en el 2007.
La portada de l'àlbum, com la resta de discs que ha publicat, va ser dissenyada per ell i la seva germana Jasmine. Jasmine és una artista coneguda pel pseudònim de DaWack, que també va ser qui va dibuixar els dibuixos animats dels àlbums i videoclips de Mika com el videoclip de Lollipop.

## Llista de temes

### Grace Kelly
(Grace Kelly) -3.07
El senzill de Grace Kelly es va editar per a la descarrega el 9 de gener del 2007 i va vendre gairebé tres milions de còpies a tot el món. Greg Wells va ser el productor d'aquesta cançó que va ser número 1 en la UK Official Download Chart quan només estava disponible a través de la descarrega.
El títol de la cançó fa referència a una actriu de cinema i teatre guanyadora dels Premis Òscars i també princesa de Mònaco, Grace Kelly. El cantant de Mika va dir en una entrevista que la lletra de la cançó la va crear després d'una mala experiència amb una discogràfica. Michael en aquesta cançó fa una crítica a com la indústria musical influeix als músics fent que canviïn la seva imatge per ser més populars i agradar més al públic, indiferentment de qui ells són en realitat.
D'aquesta cançó se'n han fet diverses versions. Com la versió acústica en francès, ja que el cantant de Mika el parla perfectament.

### Lollipop
(Piruleta) -3.03
Michael Holbrook va escriure la cançó de Lollipop (piruleta) per a la seva germana. És un dels seus temes preferits de l'àlbum, com ha explicat en diverses entrevistes.
La lletra de Lollipop ens ensenya que hem de viure la vida i gaudir-la perquè quan ens enamorem és quan ho comencem a passar malament. En la cançó aquesta idea ens arriba en forma de consell que dona una mare a la seva filla. Aquesta cançó amb el ritme i les veus infantils d'acompanyament transmet alegria i felicitat que encaixa amb el significat de la lletra.

### My interpretation
(La meva interpretació) -3.35
Aquesta cançó la podria haver escrit a partir d'una experiència personal, ja que explica la ruptura d'una parella, tot i que ell mai ho ha comentat en cap entrevista. L'argument de la lletra tracta sobre com cadascú veu aquesta ruptura. Mentre un (ella o ell) analitza les causes de la separació i la relació que han mantingut, ell ignora el que li diu i no hi està d'acord.

### Love today
(Estimem avui) -3.55
En aquesta cançó destaca molt la impressionant veu de Michael, que arriba fins a les cinc octaves. És una cançó amb molta força que parla sobre que hem de viure la vida i l'hem d'estimar sent nosaltres mateixos.
“Love Today” s'ha utilitzat per diversos comercials de televisió i també en diverses pel·lícules com Monte Carlo o Aventures de Sammy: Un viatja extraordinari.

### Relax, Take It Easy
(Relaxa't, pren-t'ho amb calma)-4.30
Igual que en la cançó anterior, Love Today, la impressionant veu de Michael es manifesta en cada una de les paraules que componen la cançó de Relax.
La lletra tracta sobre com davant d'una situació que no podem controlar ni tampoc solucionar hem de mantenir la calma, ja que la culpa no és nostre.

### Any Other World
(Qualsevol altre món) -4.19
Aquesta cançó ens explica que la vida no sempre és com ens la imaginem. Nosaltres no podem controlar el nostre destí, ja que les coses sempre poden canviar. Així que davant de situacions que no ens esperem ens hem de mostrar forts.

### Billy Brown
(Billy Brown) -3.14
Billy Brown és l'argument que Michael Holbroock utilitza contra les acusacions que rep a conseqüència d'evitar parlar sobre la seva sexualitat, tot i que ell nega aquesta afirmació.
La cançó tracta sobre un home, Billy Brown, que viu una vida normal: té dona, fills, gos... Al mateix temps que es veu amb el seu amant, un home. En aquesta cançó hi té lloc el viatge emocional de Billy Brown en el qual ha viscut com a heterosexual amb la seva família i al mateix temps ha viscut moments màgics amb el seu amant. Tot i això aquest amor secret li provoca un gran estrès i decideix marxar a unes illes de Mèxic. Finalment Billy Brown surt de l'armari.

### Big Girl (You Are Beautiful)
(Grassoneta, ets maca)-4.08
Aquesta cançó ens diu que totes les persones són maques indiferentment del seu físic, en aquest cas parla de dones grasses. En el videoclip musical apareixen diverses dones grasses vestides amb diferents colors que corren lliurement i rient, això ens mostra que el que importa de la persona no és el seu físic sinó el seu interior.
Mika va fer una versió d'aquesta cançó per a la sèrie “Betty La Fea” on en comptes de dir “Big Girl, you’re beautiful” diu “Hey Betty, You’re beautiful” adaptant la tornada amb el nom de la protagonista de la sèrie.

### Stuck in the Middle
(Encallat al mig)-4.08
La lletra d'aquesta cançó parla sobre una parella que té problemes l'un amb l'altre i que es fan mal entre ells però que a la vegada es necessiten. Per tant, no saben com resoldre la situació, si continuar la relació o separar-se. El títol de la cançó expressa la situació en què es troba l'home d'aquesta parella: encallat al mig, és a dir, que no sap què fer.

### Happy Ending
(Final Feliç) -4.35
Aquesta cançó ens mostra un home trist perquè ha perdut la seva felicitat per culpa d'una ruptura. El que ens diu és que no sempre tot acaba amb un final feliç per molt que tu creguis que “allò” podia funcionar.